# Helena Smith Dayton
Helena Smith Dayton (1883-22 de febrero de 1960), nacida Helena Smith, fue una cineasta, escritora y escultora estadounidense que trabajó pionera en el campo de la animación en stop motion y con arcilla en las décadas de 1910 y 1920. Fue una de las primeras animadoras y la primera mujer estadounidense en experimentar con la animación en arcilla. Sus "caricaturas de arcilla" eran de naturaleza humorística y Dayton apareció en los "Salones Humorísticos" de la ciudad de Nueva York.

## Trayectoria
Nacida como Helena Smith, adoptó el apellido Dayton tras casarse con Fred Erving Dayton el 26 de junio de 1905. Inició su carrera como reportera en The Hartford Courant en Hartford, Connecticut. Se casó con Fred Erving Dayton, el 26 de junio de 1905, escritor y editor.
Dayton comenzó a esculpir alrededor de 1914 mientras vivía en Greenwich Village en la ciudad de Nueva York. A mediados de 1914, diversos artículos en periódicos como el St. Louis Post-Dispatch, el New York Tribune y el Richmond Times-Dispatch elogiaron sus innovadoras y "deliciosamente grotescas" figuras de arcilla.
En sus esculturas utilizaba una amplia gama de temas, desde líderes de la alta sociedad hasta parodias del arte clásico y creaciones abstractas. Describió su trabajo como "trozos de estatuaria risueños".
Sus figuras "grotescas" adornaron las portadas de revistas y acompañaron sus cuentos humorísticos en revistas como Puck y Cartoons Magazine. En enero de 1915, la revista humorística Puck anunció que Dayton había ganado un premio de 250 dólares por la mejor portada, titulada Tango Party. Registró los derechos de autor de algunas de sus esculturas, lo que atrajo la atención de la comunidad artística local,y las comercializó como "Caricatipos". Las figuras, de una altura media de 7 1/2 pulgadas, costaban 75 centavos cada una. En las revistas musicales de Ziegfeld Follies de 1916 aparecían muchachas vestidas como caricaturas de Dayton con partes del guion escritas por Dayton.

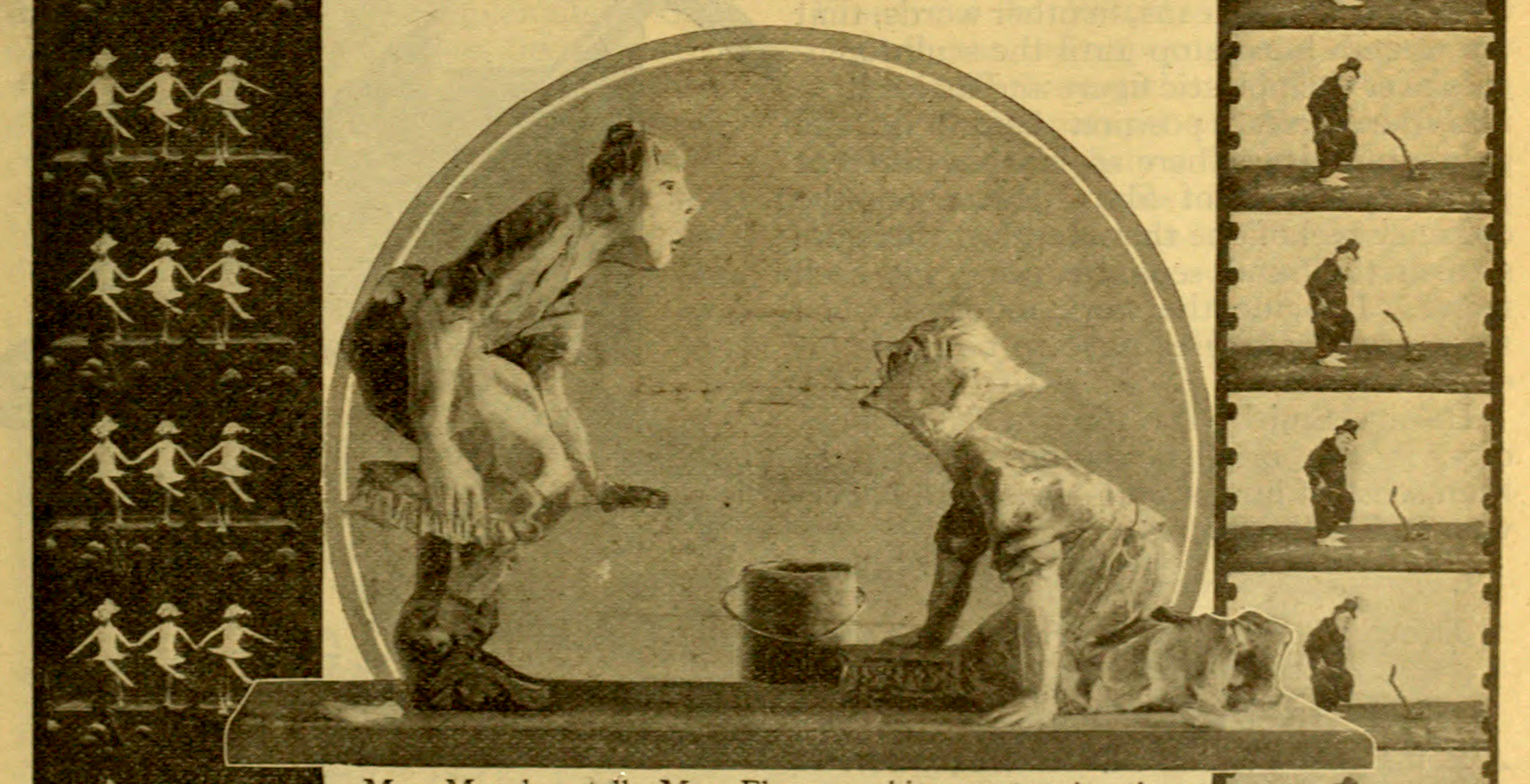
Imágenes de La batalla de las espumas y otras películas de Helena Smith-Dayton (1917)

El número de febrero de 1917 de Popular Science Monthly incluyó un artículo sobre la novedad cinematográfica de la "escultura animada". Las ilustraciones incluían fotografías de Dayton con sus figuras de arcilla, una imagen de la obra de esculturas animadas Battle of the Suds, una parte de una tira de película que mostraba alrededor de diez fotogramas de tres coristas bailando y otra de un hombre y una serpiente. El periodista encontró el efecto "sorprendentemente realista y muy divertido" y pensó que la acción un tanto brusca sólo servía para realzar lo divertido.
La primera proyección pública documentada de algunos de sus cortometrajes animados tuvo lugar el 25 de marzo de 1917 en el Teatro Strand de la ciudad de Nueva York. Más tarde ese mismo año, estrenó su adaptación de Romeo y Julieta de William Shakespeare. Antes de la parte animada de la película, la introducción presentó una toma de Dayton esculpiendo las figuras de arcilla. Contribuyó con el cortometraje Pride Goeth Before a Fall, que presenta "bailes y otras acrobacias", para el segundo número de la "revista de pantalla" Argus Pictorial de Pathe, publicada el 25 de noviembre de 1917. La tercera edición del programa, estrenada el 16 de diciembre, cerró con una película con sus figuras de arcilla alrededor de la mesa del banquete. Sus incursiones en la escultura y la animación habían contribuido en gran medida a sus ingresos en ese momento: su cuenta bancaria contenía $12,000 en 1917, el equivalente a $256,000 en dólares de 2018. Aunque los periódicos y revistas de su época cubrieron su obra extensa y detalladamente, no está claro si Dayton produjo alguna película después de 1917. Esto puede deberse al inicio de la Primera Guerra Mundial, durante la cual trabajó en el extranjero como parte del esfuerzo bélico, lo que puso en suspenso su trabajo artístico. Aun no se ha podido recuperar sus películas pero se pueden obtener impresiones de su animación a partir de imágenes fijas y descripciones impresas en revistas.
Después de trabajar como directora del comedor de la YMCA en París durante la Primera Guerra Mundial, creó figuras esculpidas que representaban escenas de Francia. Estas fueron presentadas en una exposición de la Sociedad de Ilustradores (de la cual ella era miembro) en 1922 en la ciudad de Nueva York.
En algún momento entre 1920 y 1925, Helena Smith Dayton firmó la puerta de la librería Greenwich Village en la librería Frank Shay's en Christopher Street. La puerta sirvió como libro de autógrafos para casi 250 bohemios y ahora se conserva en el Centro Harry Ransom de la Universidad de Texas en Austin. La firma de Dayton se puede encontrar en el panel frontal 1.
Dayton fue coautora de dos guías junto con Louise Bascom Barratt : A Book of Entertainments and Theatricals (1923) y New York in Seven Days (1926).
Más adelante en su carrera, se dedicó a escribir obras de teatro. Colaboró frecuentemente con Louise Bascom Barratt. Junto con Barratt, en 1926, coescribió The Sweet Buy and Buy, que se representó en el escenario en 1927 (producida por James Gleason y Earle Boothe) y se publicó como libro. Junto con Barratt, coescribió Hot Water ; se estrenó en 1929 en el teatro Lucille La Verne de la ciudad de Nueva York, con La Verne en el papel principal. En 1931, El hijo de Casanova, también coescrita con Barratt, debutó en la ciudad de Nueva York.
Más tarde en su vida, comenzó a pintar. Expuso sus pinturas en 1943 en la Galería Montross. Un crítico de arte del New York Times elogió su trabajo, calificando sus retratos en esta exposición de "poco favorecedores y soeces, con una búsqueda de carácter individual".

## Filmografía
¿1917? Batalla de las espumas
1917-03-25 Escultura animada (programa de cortometrajes), Strand Theater, Nueva York
¿1917-11? Romeo y Julieta (1.000 carrete ft)
25 de noviembre de 1917 El orgullo precede a la caída en Argus Pictorial No. 2
16 de diciembre de 1917 Argus Pictorial No. 3 (presenta un corto con figuras alrededor de una mesa de banquete)